# Список глав государств в 1944 году
| 1943 ← Список глав государств по годам → 1945 |

В списке перечислены лидеры государств по состоянию на 1944 год. В том случае, если ведущую роль в государстве играет коммунистическая партия, указан как де-юре глава государства — председатель высшего органа государственной власти, так и де-факто — глава коммунистической партии.
Цветом выделены страны, в которых в данном году произошли смены власти вследствие следующих событий:
- Получение страной независимости;
- Военный переворот, революция, всеобщее восстание ;
- Президентские выборы;
- парламентские выборы, парламентский кризис;
- Смерть одного из руководителей страны;
- Иные причины.

## Азия
| | Арабские эмираты (протектораты Великобритании)                                                                             | |                                                              | |                                                                                         |  |
| | | Абу-Даби | Эмир                                                         | Шахбут ибн Султан Аль Нахайян | 1928 год—1966 год                                                                       |  |
| | Аджман | Эмир | Рашид III ибн Хумайд                                         | 1928 год—1981 год |                                                                                         |  |
| | Дубай | Шейх | Саид ибн Мактум                                              | 1912 год—1958 год |                                                                                         |  |
| | Рас-эль-Хайма | Эмир | Султан II ибн Салим                                          | 1921 год—1948 год |                                                                                         |  |
| | Умм-эль-Кайвайн | Эмир | Ахмад II бин Рашид аль-Муалла                                | 1929 год—1981 год |                                                                                         |  |
| | Эль-Фуджайра | Шейх | Мохаммед бин Хамад                                           | 1938 год—1974 год |                                                                                         |  |
| | Шарджа | Шейх | Султан II бин Сакр                                           | 1924 год—1951 год |                                                                                         |  |
| | Афганистан | Афганистан | Король                                                       | Захир-шах | 1933 год—1973 год                                                                       |  |
| Премьер-министр                                                                                              | Афганистан | Афганистан | Мохаммад Хашим-хан                                           | 1929 год—1946 год |                                                                                         |  |
| | Бахрейн (протекторат Великобритании)                                                                                       | Бахрейн (протекторат Великобритании)                                                                                       | Хаким                                                        | Салман ибн Хамад Аль Халифа | 1942 год—1961 год                                                                       |  |
| | Бирма Марионеточное государство, образованное Японией на оккупированной территории Британской Бирмы                        | Бирма Марионеточное государство, образованное Японией на оккупированной территории Британской Бирмы                        | Глава государства                                            | Ба Мо | 1943 год—1945 год                                                                       |  |
| Шанские княжества Оккупированы Японией в 1942 году                                                           | | |                                                              | |                                                                                         |  |
| | Йонгве | Саофа | Со Шве Тай                                                   | 1926 год—1959 год |                                                                                         |  |
| Локсок (Ятсок)                                                                                               | Саофа | Кхун Нсок | 1900 год—1946 год                                            | |                                                                                         |  |
| Мокме | Саофа | Кхун Кхонг | 1915 год—1959 год                                            | |                                                                                         |  |
| Монгнай | Саофа | Кхун Чжо Хо | 1928 год—1949 год                                            | |                                                                                         |  |
| Монгпай | Саофа | Кхун Пин Нья | 1908 год—1959 год                                            | |                                                                                         |  |
| Монгпон | Саофа | Сао Сан Тхун | 1928 год—1947 год                                            | |                                                                                         |  |
| Северное Сенви                                                                                               | Саофа | Хом Пха | 1915 год—1959 год                                            | |                                                                                         |  |
| Южное Сенви                                                                                                  | Саофа | Сао Сонг | 1913 год—1946 год                                            | |                                                                                         |  |
| | Британская Индия | Британская Индия | Император                                                    | Георг VI | 1936 год—1947 год                                                                       |  |
| Вице-король                                                                                                  | Британская Индия | Британская Индия | Арчибалд Уэйвелл                                             | 1943 год—1947 год |                                                                                         |  |
| | | Аджайгарх | Савай махараджа                                              | Пунья Пратап Сингх | 1942 год—1950 год                                                                       |  |
| | Алвар | Махараджа | Тедж Сингх Прабхакар                                         | 1937 год—1947 год |                                                                                         |  |
| | Алираджпур | Рана | Сурендра Сингх                                               | 1941 год—1947 год |                                                                                         |  |
| | Баони | Наваб | Мохаммад Муштак аль-Хасан Хан                                | 1911 год—1947 год |                                                                                         |  |
| | Бансвара | Раджа | Притви Сингх Чандра Вир Сингх                                | 1913 год—1944 год 1944 год—1947 год |                                                                                         |  |
| | Барвани | Рана | Деви Сахиб Сингхджи                                          | 1930 год—1947 год |                                                                                         |  |
| | Барода | Махараджа | Пратап Сингх Гаеквад                                         | 1939 год—1949 год |                                                                                         |  |
| | Бахавалпур | Наваб | Садик Мухаммад Хан V                                         | 1907 год—1947 год |                                                                                         |  |
| | Башахра | Раджа | Падам Сингх                                                  | 1914 год—1947 год |                                                                                         |  |
| | Бенарес | Махараджа бахадур | Вибхути Нараян Сингх                                         | 1939 год—1947 год |                                                                                         |  |
| | Биджавар | Савай махараджа | Говинд Сингх                                                 | 1940 год—1947 год |                                                                                         |  |
| | Биканер | Махараджа | Садул Сингх                                                  | 1943 год—1947 год |                                                                                         |  |
| | Биласпур (Калур) | Раджа | Ананд Чанд                                                   | 1927 год—1948 год |                                                                                         |  |
| | Бунди | Махарао раджа | Ишвари Сингх                                                 | 1927 год—1945 год |                                                                                         |  |
| | Бхавнагар | Махараджа | Кришна Кумарсинхжи Бхавсинхжи                                | 1919 год—1947 год |                                                                                         |  |
| | Бхаратпур | Махараджа | Бриджендра Сингх                                             | 1929 год—1947 год |                                                                                         |  |
| | Бхопал | Наваб | Хамидулла Хан                                                | 1926 год—1949 год |                                                                                         |  |
| | Ванканер | Махарана радж сахиб | Амарсинхджи Банесинджи                                       | 1881 год—1947 год |                                                                                         |  |
| | Гангпур | Раджа | Бир Удит Пратап Сехар Део                                    | 1938 год—1948 год |                                                                                         |  |
| | Гархвал | Махараджа | Нарендра Шах                                                 | 1913 год—1946 год |                                                                                         |  |
| | Гвалиор | Махараджа | Дживаджирао Шинде                                            | 1925 год—1948 год |                                                                                         |  |
| | Гондал | Тхакур сахиб | Бхагвацинхжи Саграмсинхджи Бходжраджжи Бхагватсингхджи       | 1869 год—1944 год 1944 год—1947 год |                                                                                         |  |
| | Даспалла | Раджа | Кишор Чандра Део Бханж                                       | 1913 год—1948 год |                                                                                         |  |
| | Датия | Махараджа | Говинд Сингх                                                 | 1907 год—1947 год |                                                                                         |  |
| | Девас-младший | Махараджа | Йешвант Рао                                                  | 1943 год—1947 год |                                                                                         |  |
| | Девас-старший | Махараджа | Шахаджи II                                                   | 1937 год—1947 год |                                                                                         |  |
| | Джайпур | Махараджа савай | Ман Сингх II                                                 | 1922 год—1948 год |                                                                                         |  |
| | Джанджира | Наваб | Мохаммад-Хан II                                              | 1922 год—1947 год |                                                                                         |  |
| | Джайсалмер | Махаравал | Джавахир Сингх                                               | 1914 год—1947 год |                                                                                         |  |
| | Джалавад (Дрангадхра) | Махараджа | Маюрдваджсинхджи Мегхраджжи III                              | 1942 год—1948 год |                                                                                         |  |
| | Джамму и Кашмир | Махараджа | Хари Сингх                                                   | 1925 год—1947 год |                                                                                         |  |
| | Джаора | Наваб | Мухаммад Ифтихар Али                                         | 1895 год—1947 год |                                                                                         |  |
| | Дженкантал | Махараджа | Шанкар Пратап Сингх Дев Махендра                             | 1918 год—1948 год |                                                                                         |  |
| | Джинд | Махараджа | Ранбир Сингх Джиндский                                       | 1911 год—1947 год |                                                                                         |  |
| | Джхабуа | Раджа | Дхалип Сингх                                                 | 1942 год—1948 год |                                                                                         |  |
| | Джунагадх | Наваб | Мохаммад Махабат Ханджи III                                  | 1911 год—1947 год |                                                                                         |  |
| | Джхалавар | Махараджа | Хариш Чандра Сингх                                           | 1943 год—1947 год |                                                                                         |  |
| | Дир | Наваб | Мохаммад Шах Джахан Хан                                      | 1925 год—1960 год |                                                                                         |  |
| | Дхолпур | Махараджа рана | Удайбхану Сингх                                              | 1911 год—1947 год |                                                                                         |  |
| | Дунгарпур | Махараджа | Лакшман Сингх                                                | 1918 год—1947 год |                                                                                         |  |
| | Дхар | Раджа | Ананд Радж IV Павар                                          | 1926 год—1947 год |                                                                                         |  |
| | Идар | Махараджа | Химмат Сингх                                                 | 1931 год—1948 год |                                                                                         |  |
| | Индаур | Махараджа | Яшвант Рао Холкар II                                         | 1926 год—1948 год |                                                                                         |  |
| | Калат | Хан | Ахмад Яр                                                     | 1933 год—1955 год |                                                                                         |  |
| | Камбей | Наваб | Низам ад-Даула Наджм                                         | 1915 год—1948 год |                                                                                         |  |
| | Капуртхала | Махараджа | Джагатджит Сингх                                             | 1911 год—1947 год |                                                                                         |  |
| | Караули | Махараджа | Бом Пал                                                      | 1927 год—1947 год |                                                                                         |  |
| | Кач | Махараджа | Виджайяраджи                                                 | 1942 год—1947 год |                                                                                         |  |
| | Кишангарх | Махараджа | Сумар Сингх                                                  | 1939 год—1947 год |                                                                                         |  |
| | Колхапур | Махараджа | Шиваджи VII                                                  | 1941 год—1947 год |                                                                                         |  |
| | Кота | Махарао | Бхим Сингх II                                                | 1940 год—1947 год |                                                                                         |  |
| | Кочин | Махараджа | Рави Варма V                                                 | 1943 год—1946 год |                                                                                         |  |
| | Куч-Бихар | Махараджа | Джагаддипендра Нарайян                                       | 1922 год—1949 год |                                                                                         |  |
| | Лас Бела | Хан | Гулям Кадир                                                  | 1937 год—1955 год |                                                                                         |  |
| | Лохару | Наваб | Амин-уд-Дин Ахмад-Хан II                                     | 1926 год—1947 год |                                                                                         |  |
| | Лунавада | Рана | Вирбхандра Сингх                                             | 1929 год—1947 год |                                                                                         |  |
| | Майсур | Махараджа | Джаячамараджендра Водеяр                                     | 1940 год—1947 год |                                                                                         |  |
| | Макран | Наваб | Азам Джан Балох                                              | 1922 год—1948 год |                                                                                         |  |
| | Малеркотла | Наваб | Ахмад Али Хан                                                | 1908 год—1947 год |                                                                                         |  |
| | Манди | Раджа | Джогиндер Сен                                                | 1913 год—1948 год |                                                                                         |  |
| | Манипур | Махараджа | Бодхчандра Сингх                                             | 1941 год—1949 год |                                                                                         |  |
| | Марвар (Джодхпур) | Махараджа | Умайд Сингх                                                  | 1918 год—1947 год |                                                                                         |  |
| | Мевар (Удайпур) | Махарана | Бхупал Сингх                                                 | 1930 год—1948 год |                                                                                         |  |
| | Морви | Тхакур сахиб махараджа | Лахдирджи Вагджи                                             | 1926 год—1947 год |                                                                                         |  |
| | Мудхол | Раджа | Бхайравсинхрао Радж Горпаде                                  | 1937 год—1947 год |                                                                                         |  |
| | Набха | Махараджа | Пратап Сингх                                                 | 1928 год—1947 год |                                                                                         |  |
| | Наванагар | Джам сахеб | Дигвиджайсинхджи Ранджитсинхджи                              | 1933 год—1947 год |                                                                                         |  |
| | Нарсингхгарх | Раджа | Викрам Сингх                                                 | 1924 год—1947 год |                                                                                         |  |
| | Орчха | Махараджа | Вир Сингх II                                                 | 1930 год—1950 год |                                                                                         |  |
| | Паланпур | Наваб-сахиб | Талей Мухаммад Хан                                           | 1918 год—1947 год |                                                                                         |  |
| | Панна | Махараджа | Ядвендра Сингх Джудео                                        | 1902 год—1947 год |                                                                                         |  |
| | Патиала | Махараджа | Ядавиндра Сингх                                              | 1938 год—1947 год |                                                                                         |  |
| | Порбандар | Махараджа сахиб | Натварсинхджи Бхавсинхджи                                    | 1918 год—1948 год |                                                                                         |  |
| | Пратабгарх | Махарават | Рам Сингх                                                    | 1929 год—1947 год |                                                                                         |  |
| | Пудуккоттай | Раджа | Раджагопала Тондайман                                        | 1928 год—1948 год |                                                                                         |  |
| | Раджгарх | Раджа | Бикрамадитья Сингх                                           | 1936 год—1948 год |                                                                                         |  |
| | Раджпипла | Махарана | Виджайсинхджи                                                | 1915 год—1948 год |                                                                                         |  |
| | Радханпуа | Наваб | Муртаза Хан                                                  | 1936 год—1948 год |                                                                                         |  |
| | Рампур | Наваб | Раза Али Хан                                                 | 1930 год—1949 год |                                                                                         |  |
| | Ратлам | Махараджа | Саджан Сингх                                                 | 1921 год—1947 год |                                                                                         |  |
| | Рева | Махараджа | Гулаб Сингх Джу Део                                          | 1918 год—1946 год |                                                                                         |  |
| | Савантвади | Раджа | Шиврамрадж Савант Бхонсле                                    | 1937 год—1947 год |                                                                                         |  |
| | Саилана | Раджа | Дилип Сингх                                                  | 1919 год—1948 год |                                                                                         |  |
| | Самтхар | Махараджа | Радха Чаран Сингх                                            | 1935 год—1950 год |                                                                                         |  |
| | Сангли | Раджа | Чинтаман Рао II Дхунди                                       | 1932 год—1948 год |                                                                                         |  |
| | Сват | Вали | Мьянгул Абдул Вадуд                                          | 1918 год—1947 год |                                                                                         |  |
| | Сирмур | Махараджа | Раджендра Пракаш                                             | 1933 год—1948 год |                                                                                         |  |
| | Сирохи | Махарао | Сапур Рам Сингх                                              | 1920 год—1946 год |                                                                                         |  |
| | Ситамау | Раджа | Радж Рам Сингх II                                            | 1900 год—1947 год |                                                                                         |  |
| | Сонепур | Махараджа | Судхансу Шекхар Сингх                                        | 1937 год—1948 год |                                                                                         |  |
| | Сукет | Раджа | Лакшман Сен                                                  | 1919 год—1947 год |                                                                                         |  |
| | Тонк | Наваб | Мухаммад Саадат Али-хан                                      | 1930 год—1947 год |                                                                                         |  |
| | Траванкор | Махараджа | Читхира Тхирунал Баларама Варма II                           | 1924 год—1949 год |                                                                                         |  |
| | Трипура | Махааджа | Бикрама Кишор Маникья                                        | 1923 год—1947 год |                                                                                         |  |
| | Фаридкот | Махараджа | Хариндер Сингх                                               | 1918 год—1947 год |                                                                                         |  |
| | Хаирпур | Мир | Файз Мухаммад Хан Талпур II                                  | 1935 год—1947 год |                                                                                         |  |
| | Хайдарабад | Низам | Асаф Джах VII                                                | 1911 год—1948 год |                                                                                         |  |
| | Харан | Мир | Хабибулла                                                    | 1911 год—1948 год |                                                                                         |  |
| | Хиндол | Раджа | Наба Кишор Чандра                                            | 1906 год—1948 год |                                                                                         |  |
| | Хунза | Мир | Мохаммад Газан Хан II                                        | 1938 год—1945 год |                                                                                         |  |
| | Чамба | Раджа | Тикка Лакшман Сингх                                          | 1935 год—1948 год |                                                                                         |  |
| | Чаркхари | Махараджа | Джайендра Сингх                                              | 1941 год—1947 год |                                                                                         |  |
| | Читрал | Мехтар | Музаффар уль-Мульк                                           | 1943 год—1949 год |                                                                                         |  |
| | Чхатарпур | Махараджа | Бхавани Сингх                                                | 1932 год—1947 год |                                                                                         |  |
| | Шахпура | Раджа | Умайд Сингх II                                               | 1932 год—1947 год |                                                                                         |  |
| | Бруней Оккупирован Японией в декабре 1941 года                                                                             | Бруней Оккупирован Японией в декабре 1941 года                                                                             | Султан                                                       | Ахмад Таджуддин | 1924 год—1950 год                                                                       |  |
| | Бутан | Бутан | Король                                                       | Джигме Вангчук | 1926 год—1952 год                                                                       |  |
| | Вьетнам (протекторат Франции Аннам)                                                                                        | Вьетнам (протекторат Франции Аннам)                                                                                        | Император                                                    | Бао-дай-де | 1925 год—1945 год                                                                       |  |
| | Индонезийские султанаты | |                                                              | |                                                                                         |  |
| | | |                                                              | |                                                                                         |  |
| | Бачан Оккупирован Японией в марте 1942 года                                                                                | Султан | Мухаммад Мухсин                                              | 1935 год—1949 год |                                                                                         |  |
| | Дели Оккупирован Японией в марте 1942 года                                                                                 | Султан | Амалуддин аль-Сани Перкаша Алам Шах                          | 1924 год—1945 год |                                                                                         |  |
| | Джокьякарта Оккупирован Японией в марте 1942 года                                                                          | Султан | Хаменгкубувоно IX                                            | 1939 год—1988 год |                                                                                         |  |
| | Мангкунегаран Оккупирован Японией в марте 1942 года                                                                        | Султан | Мангкунегара VII Мангкунегара VIII                           | 1916 год—1944 год 1944 год—1987 год |                                                                                         |  |
| | Понтианак Оккупирован Японией в марте 1942 года                                                                            | Султан | Мухаммад Алькадри Междуцарствие                              | 1895 год—1944 год 1944 год—1945 год |                                                                                         |  |
| | Саравак Оккупирован Японией в декабре 1941 года                                                                            | Раджа | Чарльз Вайнер Брук                                           | 1917 год—1946 год |                                                                                         |  |
| | Сиак Оккупирован Японией в марте 1942 года                                                                                 | Султан | Зияриф Касим II                                              | 1915 год—1949 год |                                                                                         |  |
| | Суракарта Оккупирован Японией в марте 1942 года                                                                            | Сусухунан | Пакубовоно XI                                                | 1939 год—1945 год |                                                                                         |  |
| | Ирак | Ирак | Король                                                       | Фейсал II | 1939 год—1958 год                                                                       |  |
| Премьер-министр                                                                                              | Ирак | Ирак | Нури ас-Саид Хамди аль-Баджаджи                              | (1930 год—1932 год, 1938 год—1940 год, 1941 год—1944 год, 1946 год—1947 год, 1949 год, 1950 год—1952 год, 1954 год—1957 год, 1958 год) 1944 год—1946 год             |                                                                                         |  |
| | Иран | Иран | Шах                                                          | Мохаммед Реза Пехлеви | 1941 год—1979 год                                                                       |  |
| Премьер-министр                                                                                              | Иран | Иран | Али Сухейли Мохаммед Саед Мортеза-Коли Баят                  | (1942 год, 1943 год—1944 год) (1944 год, 1948 год—1950 год) 1944 год—1945 год                                                                                        |                                                                                         |  |
| | Йеменское королевство | Йеменское королевство | Король                                                       | Яхья бин Мухаммед Хамид-ад-Дин | 1918 год—1948 год                                                                       |  |
| | Йеменские султанаты и шейхства (протекторат Великобритании Аден)                                                           | |                                                              | |                                                                                         |  |
| | | Алави | Шейх                                                         | Салих ибн Сайель аль-Алави | 1940 год—1967 год                                                                       |  |
| | Акраби | Шейх | Мухаммад ибн Аль-Фадль аль-Акраби                            | 1940 год—1957 год |                                                                                         |  |
| | Аудхали | Султан | Салих ибн Аль-Хусейн                                         | 1928 год—1967 год |                                                                                         |  |
| | Верхний Аулаки | Султан | Авад ибн Салих                                               | 1935 год—1967 год |                                                                                         |  |
| | Верхняя Яфа | Султан | Умар IV бин Салих аль-Хархара                                | 1927 год—1948 год |                                                                                         |  |
| | Дали | Эмир | Насир I бин Шаиф аль-Амири                                   | 1928 год—1947 год |                                                                                         |  |
| | Касири | Султан | Джафар ибн аль-Мансур                                        | 1938 год—1949 год |                                                                                         |  |
| | Куайти | Султан | Салех ибн Галиб аль-Куайти                                   | 1936 год—1956 год |                                                                                         |  |
| | Лахедж | Султан | Абд аль-Карим II ибн Фадл                                    | 1915 год—1947 год |                                                                                         |  |
| | Мафлахи | Шейх | Аль-Касим ибн Абд аль-Рахман                                 | 1920 год—1967 год |                                                                                         |  |
| | Нижний Аулаки | Султан | Айдарус ибн Али аль-Аулаки                                   | 1930 год—1947 год |                                                                                         |  |
| | Нижняя Яфа | Cултан | Айдарус ибн Мухсин аль-Афифи                                 | 1925 год—1958 год |                                                                                         |  |
| | Фадли | Cултан | Абдаллах IV бин Усман аль-Фадли                              | 1941 год—1962 год |                                                                                         |  |
| | Шаиб | Шейх | Мухаммад ибн аль-Мукбил аль-Саклади                          | 1935 год—1948 год |                                                                                         |  |
| | Камбоджа (протекторат Франции)                                                                                             | Камбоджа (протекторат Франции)                                                                                             | Король                                                       | Нородом Сианук | 1941 год—1955 год, 1993 год—2004 год                                                    |  |
| | Катар (протекторат Великобритании) (протекторат Франции)                                                                   | Катар (протекторат Великобритании) (протекторат Франции)                                                                   | Эмир                                                         | Абдаллах бин Джасим Аль Тани | 1913 год—1949 год                                                                       |  |
| | Китайская Республика | Китайская Республика | Председатель национального правительства                     | Чан Кайши | 1943 год—1949 год                                                                       |  |
| Председатель Исполнительного Юаня                                                                            | Китайская Республика | Китайская Республика | Чан Кайши                                                    | 1930 год—1931 год, 1935 год—1938 год, 1939 год—1945 год, 1947 год |                                                                                         |  |
| | Китайская Республика (Режим Ван Цзинвэя) марионеточное государство Японской империи                                        | Китайская Республика (Режим Ван Цзинвэя) марионеточное государство Японской империи                                        | Президент                                                    | Ван Цзинвэй Чэнь Гунбо | 1940 год—1944 год 1944 год—1945 год                                                     |  |
| | Кувейт (протекторат Великобритании)                                                                                        | Кувейт (протекторат Великобритании)                                                                                        | Шейх                                                         | Ахмед аль-Джабер ас-Сабах (Ахмед I) | 1921 год—1950 год                                                                       |  |
| Флаг Ливана                                                                                                  | Ливан | Ливан | Президент                                                    | Бишара эль-Хури | 1943 год, 1943 год—1952 год                                                             |  |
| Флаг Ливана                                                                                                  | Ливан | Ливан | Премьер-министр                                              | Риад Ас-Сольх | 1943 год—1945 год, 1946 год—1951 год                                                    |  |
| | Луангпхабанг (протекторат Франции)                                                                                         | Луангпхабанг (протекторат Франции)                                                                                         | Король                                                       | Сисаванг Вонг | 1904 год—1945 год                                                                       |  |
| | Малайские султанаты | |                                                              | |                                                                                         |  |
| | | Джохор Оккупирован Японией в январе 1942 года                                                                              | Султан                                                       | Ибрагим аль-Масихур | 1895 год—1957 год                                                                       |  |
| | Кедах По соглашению с Японией оккупирован Таиландом в октябре 1943 года                                                    | Султан | Бадлишах                                                     | 1943 год—1958 год |                                                                                         |  |
| | Келантан По соглашению с Японией оккупирован Таиландом в октябре 1943 года                                                 | Султан | Исмаил ибн Альмархум Ибрагим                                 | 1920 год—1944 год 1944 год—1960 год |                                                                                         |  |
| | Негери-Сембилан Оккупирован Японией в январе 1942 года                                                                     | Ямтуан бесар | Абдул Рахман                                                 | 1933 год—1960 год |                                                                                         |  |
| | Паханг Оккупирован Японией 8 декабря 1941 года                                                                             | Султан | Абу Бакар Риайат ад-дин Муаззам-шах                          | 1932 год—1974 год |                                                                                         |  |
| | Перак Оккупирован Японией в декабре 1941 года                                                                              | Султан | Абдул Азиз аль-Мутасим                                       | 1938 год—1948 год |                                                                                         |  |
| | Перлис По соглашению с Японией оккупирован Таиландом в октябре 1943 года                                                   | Раджа | Хамза                                                        | 1943 год—1945 год |                                                                                         |  |
| | Селангор Оккупирован Японией в декабре 1941 года                                                                           | Султан | Хисамуддин                                                   | 1938 год—1960 год |                                                                                         |  |
| | Тренгану По соглашению с Японией оккупирован Таиландом в октябре 1943 года                                                 | Султан | Али Шах                                                      | 1942 год—1945 год |                                                                                         |  |
| | Мальдивы (протекторат Великобритании)                                                                                      | Мальдивы (протекторат Великобритании)                                                                                      | Султан                                                       | Абдул Маджид Диди | 1944 год—1952 год                                                                       |  |
| | Маньчжоу-Го | Маньчжоу-Го | Император                                                    | Пу И | 1934 год—1945 год                                                                       |  |
| Премьер-министр                                                                                              | Маньчжоу-Го | Маньчжоу-Го | Чжан Цзинхуэй                                                | 1935 год—1945 год |                                                                                         |  |
| | Монгольская Народная Республика                                                                                            | Монгольская Народная Республика                                                                                            | Генеральный секретарь ЦК Монгольской народной партии         | Юмжагийн Цеденбал | 1940 год—1954 год                                                                       |  |
| Председатель Президиума Великого Государственного Хурала                                                     | Монгольская Народная Республика                                                                                            | Монгольская Народная Республика                                                                                            | Гончигийн Бумцэнд                                            | 1940 год—1953 год |                                                                                         |  |
| Премьер-министр                                                                                              | Монгольская Народная Республика                                                                                            | Монгольская Народная Республика                                                                                            | Хорлогийн Чойбалсан                                          | 1939 год—1952 год |                                                                                         |  |
| | Мэнцзян Марионеточное государство, образованное Японией на оккупированной территории китайской области Внутренняя Монголия | Мэнцзян Марионеточное государство, образованное Японией на оккупированной территории китайской области Внутренняя Монголия | Президент                                                    | Дэ Ван Дэмчигдонров | 1939 год—1945 год                                                                       |  |
| | Непал | Непал | Король                                                       | Трибхуван | 1911 год—1955 год                                                                       |  |
| Премьер-министр                                                                                              | Непал | Непал | Джуддха Шамшер Рана                                          | 1932 год—1945 год |                                                                                         |  |
| | Оман (протекторат Великобритании)                                                                                          | Оман (протекторат Великобритании)                                                                                          | Султан                                                       | Саид бин Таймур | 1932 год—1970 год                                                                       |  |
| | Саудовская Аравия | Саудовская Аравия | Король                                                       | Абдул-Азиз Аль Сауд | 1932 год—1953 год                                                                       |  |
| | Сикким (протекторат Великобритании)                                                                                        | Сикким (протекторат Великобритании)                                                                                        | Чогьял                                                       | Таши Намгьял | 1914 год—1963 год                                                                       |  |
| | Сирия Формально независимость предоставлена 27 сентября 1941 года, административные функции переданы к 1 января 1944 года  | Сирия Формально независимость предоставлена 27 сентября 1941 года, административные функции переданы к 1 января 1944 года  | Президент                                                    | Шукри Аль-Куатли | 1943 год—1949 год, 1955 год—1958 год                                                    |  |
| Премьер-министр                                                                                              | Сирия Формально независимость предоставлена 27 сентября 1941 года, административные функции переданы к 1 января 1944 года  | Сирия Формально независимость предоставлена 27 сентября 1941 года, административные функции переданы к 1 января 1944 года  | Саадаллах аль-Джабири Фарис аль-Хури                         | (1943 год—1944 год, 1945 год—1946 год) (1944 год—1945 год, 1954 год—1955 год)                                                                                        |                                                                                         |  |
| Флаг Таиланда                                                                                                | Таиланд | Таиланд | Король                                                       | Рама VIII (Ананда Махидон) | 1935 год—1946 год                                                                       |  |
| Флаг Таиланда                                                                                                | Таиланд | Таиланд | Премьер-министр                                              | Пибун Сонгкрам (Плек Пибунсонгкрам) Куанг Апайвонг | (1938 год—1944 год, 1948 год—1957 год) (1944 год—1945 год, 1946 год, 1947 год—1948 год) |  |
| | Тибет | Тибет | Далай-лама                                                   | Далай-лама XIV (Тэнцзин Гьямцхо) | 1940 год—1951 год                                                                       |  |
| | Трансиордания (протекторат Великобритании)                                                                                 | Трансиордания (протекторат Великобритании)                                                                                 | Эмир                                                         | Абдалла ибн Хусейн | 1921 год—1946 год                                                                       |  |
| Премьер-министр                                                                                              | Трансиордания (протекторат Великобритании)                                                                                 | Трансиордания (протекторат Великобритании)                                                                                 | Тавфик Абу аль-Худа Самир ар-Рифаи                           | (1938 год—1944 год, 1947 год—1950 год, 1951 год—1953 год, 1954 год—1955 год) (1944 год—1945 год, 1947 год, 1950 год—1951 год, 1956 год, 1958 год—1959 год, 1963 год) |                                                                                         |  |
| | Тувинская Народная Республика                                                                                              | Тувинская Народная Республика                                                                                              | Генеральный секретарь Тувинской народно-революционной партии | Салчак Тока | 1932 год—1944 год                                                                       |  |
| Председатель президиума Малого Хурала                                                                        | Тувинская Народная Республика                                                                                              | Тувинская Народная Республика                                                                                              | Хертек Анчимаа-Тока                                          | 1940 год—1944 год |                                                                                         |  |
| Председатель Совета министров                                                                                | Тувинская Народная Республика                                                                                              | Тувинская Народная Республика                                                                                              | Сарык-Донгак Чымба                                           | 1941 год—1944 год |                                                                                         |  |
| В 1944 году вошла в состав Союза Советских Социалистических Республик как Тувинская автономная область РСФСР | Тувинская Народная Республика                                                                                              | Тувинская Народная Республика                                                                                              |                                                              | |                                                                                         |  |
| | Турция | Турция | Президент                                                    | Исмет Инёню | 1938 год—1950 год                                                                       |  |
| Премьер-министр                                                                                              | Турция | Турция | Шюкрю Сараджоглу                                             | 1942 год—1946 год |                                                                                         |  |
| | Япония | Япония | Император                                                    | Хирохито (император Сёва) | 1926 год—1989 год                                                                       |  |
| Премьер-министр                                                                                              | Япония | Япония | Хидэки Тодзио Куниаки Коисо                                  | 1941 год—1944 год 1944 год—1945 год |                                                                                         |  |

## Африка
| Флаг               | Страна                                 | Страна                                 | Должность                            | Имя                                                                                             | Начало и конец срока                 | Фото |
| ------------------ | -------------------------------------- | -------------------------------------- | ------------------------------------ | ----------------------------------------------------------------------------------------------- | ------------------------------------ | ---- |
|                    | Буганда (протекторат Великобритании)   | Буганда (протекторат Великобритании)   | Кабака                               | Мутеса II                                                                                       | 1939 год—1962 год                    |      |
|                    | Бурунди (протекторат Бельгии)          | Бурунди (протекторат Бельгии)          | Мвами (король)                       | Мвамбутса IV                                                                                    | 1915 год—1966 год                    |      |
|                    | Египет                                 | Египет                                 | Король                               | Фарук I                                                                                         | 1936 год—1952 год                    |      |
| Премьер-министр    | Египет                                 | Египет                                 | Мустафа Наххас-паша Ахмад Махир-паша | (1928 год, 1930 год, 1936 год—1937 год, 1942 год—1944 год, 1950 год—1952 год) 1944 год—1945 год |                                      |      |
|                    | Занзибар (протекторат Великобритании)  | Занзибар (протекторат Великобритании)  | Султан                               | Халифа ибн Харуб                                                                                | 1911 год—1960 год                    |      |
|                    | Либерия                                | Либерия                                | Президент                            | Эдвин Джеймс Баркли Уильям Табмен                                                               | 1930 год—1944 год 1944 год—1971 год  |      |
|                    | Марокко (протекторат Франции)          | Марокко (протекторат Франции)          | Султан                               | Мухаммед V                                                                                      | 1927 год—1953 год, 1955 год—1957 год |      |
|                    | Руанда (протекторат Бельгии)           | Руанда (протекторат Бельгии)           | Мвами                                | Мутара III                                                                                      | 1931 год—1959 год                    |      |
|                    | Салум (протекторат Франции)            | Салум (протекторат Франции)            | Маад                                 | Фоде Но Гуйе Диуф                                                                               | 1935 год—1969 год                    |      |
|                    | Свазиленд (протекторат Великобритании) | Свазиленд (протекторат Великобритании) | Нгвеньяма (король)                   | Собуза II                                                                                       | 1899 год—1982 год                    |      |
|                    | Тунис (протекторат Франции)            | Тунис (протекторат Франции)            | Бей                                  | Мухаммад VIII аль-Амин                                                                          | 1943 год—1956 год                    |      |
|                    | Эфиопия                                | Эфиопия                                | Император                            | Хайле Селассие                                                                                  | 1930 год—1936 год, 1941 год—1974 год |      |
| Премьер-министр    | Эфиопия                                | Эфиопия                                | Мэконнын Эндалькачоу                 | 1942 год—1957 год                                                                               |                                      |      |
|                    | Южно-Африканский Союз                  | Южно-Африканский Союз                  | Король                               | Георг VI                                                                                        | 1936 год—1952 год                    |      |
| Генерал-губернатор | Южно-Африканский Союз                  | Южно-Африканский Союз                  | Николаас Якобус де Вет               | 1943 год—1946 год                                                                               |                                      |      |
| Премьер-министр    | Южно-Африканский Союз                  | Южно-Африканский Союз                  | Ян Смэтс                             | 1919 год—1924 год, 1939 год—1948 год                                                            |                                      |      |

## Европа
| Флаг                                                | Страна | Страна | Должность                                                       | Имя | Начало и конец срока | Фото |
| --------------------------------------------------- | --- | --- | --------------------------------------------------------------- | --- | --- | ---- |
|                                                     | Албания Оккупирована Германским Рейхом 8 сентября 1943 года, образовано марионеточное государство. 29 ноября 1944 года Албания освобождена усилиями Национально-освободительной армии Албании | Албания Оккупирована Германским Рейхом 8 сентября 1943 года, образовано марионеточное государство. 29 ноября 1944 года Албания освобождена усилиями Национально-освободительной армии Албании | Премьер-министр                                                 | Реджеп Митровица Фикри Дине Ибрагим Бичакчиу                                                                             | 1943 год—1944 год 1944 год 1944 год                                                                                         |      |
| Председатель демократического правительства         | Албания Оккупирована Германским Рейхом 8 сентября 1943 года, образовано марионеточное государство. 29 ноября 1944 года Албания освобождена усилиями Национально-освободительной армии Албании | Албания Оккупирована Германским Рейхом 8 сентября 1943 года, образовано марионеточное государство. 29 ноября 1944 года Албания освобождена усилиями Национально-освободительной армии Албании | Энвер Ходжа                                                     | 1944 год—1946 год | |      |
| Флаг Андорры                                        | Андорра | Андорра | Соправители                                                     | Филипп Петен, Шарль де Голль Глава Французского государства                                                              | 1940 год—1944 год 1944 год—1946 год                                                                                         |      |
| Флаг Андорры                                        | Андорра | Андорра | Соправители                                                     | Рамон Иглеисас-и-Навори Епископ Урхельский                                                                               | 1943 год—1969 год |      |
| Флаг Бельгии                                        | Бельгия 8 сентября 1944 года бельгийское правительство вернулось из эмиграции в Бпюссель, полностью Бельгия освобождена в феврале 1945 года                                                   | Бельгия 8 сентября 1944 года бельгийское правительство вернулось из эмиграции в Бпюссель, полностью Бельгия освобождена в феврале 1945 года                                                   | Король                                                          | Леопольд III | 1934 год—1951 год |      |
| Флаг Бельгии                                        | Бельгия 8 сентября 1944 года бельгийское правительство вернулось из эмиграции в Бпюссель, полностью Бельгия освобождена в феврале 1945 года                                                   | Бельгия 8 сентября 1944 года бельгийское правительство вернулось из эмиграции в Бпюссель, полностью Бельгия освобождена в феврале 1945 года                                                   | Премьер-министр                                                 | Юбер Пьерло | 1939 год—1945 год |      |
|                                                     | Богемия и Моравия (протекторат Германского рейха) | Богемия и Моравия (протекторат Германского рейха) | Президент                                                       | Эмиль Гаха | 1939 год—1945 год |      |
| Председатель Правительства                          | Богемия и Моравия (протекторат Германского рейха) | Богемия и Моравия (протекторат Германского рейха) | Ярослав Крейчи                                                  | 1941 год—1945 год | |      |
|                                                     | Болгария | Болгария | Царь                                                            | Симеон II | 1943 год—1946 год |      |
| Премьер-министр                                     | Болгария | Болгария | Добри Божилов Иван Багрянов Константин Муравиев Кимон Георгиев  | 1943 год—1944 год 1944 год (1934 год—1935 год, 1944 год—1946 год)                                                        | |      |
|                                                     | Ватикан | Ватикан | Папа                                                            | Пий XII | 1939 год—1958 год |      |
| Государственный секретарь                           | Ватикан | Ватикан | кардинал Луиджи Мальоне                                         | 1939 год—1944 год | |      |
|                                                     | Великобритания | Великобритания | Король                                                          | Георг VI | 1936 год—1952 год |      |
| Премьер-министр                                     | Великобритания | Великобритания | Уинстон Черчилль                                                | 1940 год—1945 год, 1951 год—1955 год                                                                                     | |      |
|                                                     | Венгрия В марте 1944 года оккупирована Германским рейхом | Венгрия В марте 1944 года оккупирована Германским рейхом | Регент                                                          | Миклош Хорти | 1920 год—1944 год |      |
| Премьер-министр                                     | Венгрия В марте 1944 года оккупирована Германским рейхом | Венгрия В марте 1944 года оккупирована Германским рейхом | Миклош Каллаи Дёме Стояи Геза Лакатош                           | 1942 год—1944 год 1944 год 1944 год                                                                                      | |      |
| Председатель правительства национального единства   | Венгрия В марте 1944 года оккупирована Германским рейхом | Венгрия В марте 1944 года оккупирована Германским рейхом | Ференц Салаши                                                   | 1944 год—1945 год | |      |
| Председатель временного национального правительства | Венгрия В марте 1944 года оккупирована Германским рейхом | Венгрия В марте 1944 года оккупирована Германским рейхом | Бела Миклош                                                     | 1944 год—1945 год | |      |
|                                                     | Германский рейх | Германский рейх | Фюрер                                                           | Адольф Гитлер | 1934 год—1945 год |      |
| Рейхсканцлер                                        | Германский рейх | Германский рейх | Адольф Гитлер                                                   | 1933 год—1945 год | |      |
|                                                     | Греческое государство Марионеточное государство Германского рейха, упразднено после ухода немецких войск с территории Греции в октябре 1944 года                                              | Греческое государство Марионеточное государство Германского рейха, упразднено после ухода немецких войск с территории Греции в октябре 1944 года                                              | Премьер-министр                                                 | Иоаннис Раллис | 1943 год—1944 год |      |
|                                                     | Греция После освобождения Греции в октябре 1944 года в Афины вернулось эмигрантское правительство                                                                                             | Греция После освобождения Греции в октябре 1944 года в Афины вернулось эмигрантское правительство                                                                                             | Король                                                          | Георг II | 1922 год—1924 год, 1935 год—1947 год                                                                                        |      |
| Премьер-министр                                     | Греция После освобождения Греции в октябре 1944 года в Афины вернулось эмигрантское правительство                                                                                             | Греция После освобождения Греции в октябре 1944 года в Афины вернулось эмигрантское правительство                                                                                             | Георгиос Папандреу                                              | 1944 год—1945 год, 1963 год, 1964 год—1965 год                                                                           | |      |
| Флаг Ирландии                                       | Ирландия | Ирландия | Президент                                                       | Дуглас Хайд | 1938 год—1945 год |      |
| Флаг Ирландии                                       | Ирландия | Ирландия | Премьер-министр (тишек)                                         | Имон де Валера | 1937 год—1948 год |      |
| Флаг Исландии                                       | Исландия Провозгласила независимость 17 июня 1944 года после расторжения унии с Данией | Исландия Провозгласила независимость 17 июня 1944 года после расторжения унии с Данией | Король                                                          | Кристиан X | 1918 год—1944 год |      |
| Флаг Исландии                                       | Исландия Провозгласила независимость 17 июня 1944 года после расторжения унии с Данией | Исландия Провозгласила независимость 17 июня 1944 года после расторжения унии с Данией | Президент                                                       | Свейдн Бьёрнссон | 1944 год—1952 год |      |
| Флаг Исландии                                       | Исландия Провозгласила независимость 17 июня 1944 года после расторжения унии с Данией | Исландия Провозгласила независимость 17 июня 1944 года после расторжения унии с Данией | Премьер-министр                                                 | Бьёрн Тоурдарсон Оулавюр Триггвасон Торс                                                                                 | 1942 год—1944 год (1942 год, 1944 год—1947 год, 1949 год—1950 год, 1953 год—1956 год, 1959 год—1961 год, 1962 год—1963 год) |      |
|                                                     | Испания | Испания | Каудильо                                                        | Франсиско Франко | 1936 год—1975 год |      |
| Премьер-министр                                     | Испания | Испания | Франсиско Франко                                                | 1938 год—1973 год | |      |
|                                                     | Италия 4 июня 1944 года союзниками занят Рим | Италия 4 июня 1944 года союзниками занят Рим | Король                                                          | Виктор Эммануил III | 1900 год—1946 год |      |
| Премьер-министр                                     | Италия 4 июня 1944 года союзниками занят Рим | Италия 4 июня 1944 года союзниками занят Рим | Пьетро Бадольо Иваноэ Бономи                                    | 1943 год—1944 год (1921 год—1922 год, 1944 год—1945 год)                                                                 | |      |
|                                                     | Итальянская социальная республика (Республика Сало) Марионеточное государство Германского рейха                                                                                               | Итальянская социальная республика (Республика Сало) Марионеточное государство Германского рейха                                                                                               | Глава государства и правительства, дуче                         | Бенито Муссолини | 1943 год—1945 год |      |
|                                                     | Лихтенштейн | Лихтенштейн | Князь                                                           | Франц Иосиф II | 1938 год—1989 год |      |
| Премьер-министр                                     | Лихтенштейн | Лихтенштейн | Йозеф Хооп                                                      | 1928 год—1945 год | |      |
| Флаг Люксембурга                                    | Люксембург Правительство вернулось из эмиграции осенью 1944 года, полностью Люксембуг освобожден в начале 1945 года                                                                           | Люксембург Правительство вернулось из эмиграции осенью 1944 года, полностью Люксембуг освобожден в начале 1945 года                                                                           | Великая герцогиня                                               | Шарлотта | 1919 год—1964 год |      |
| Флаг Люксембурга                                    | Люксембург Правительство вернулось из эмиграции осенью 1944 года, полностью Люксембуг освобожден в начале 1945 года                                                                           | Люксембург Правительство вернулось из эмиграции осенью 1944 года, полностью Люксембуг освобожден в начале 1945 года                                                                           | Премьер-министр                                                 | Пьер Дюпон | 1937 год—1953 год |      |
| Флаг Монако                                         | Монако | Монако | Князь                                                           | Луи II | 1922 год—1949 год |      |
| Флаг Монако                                         | Монако | Монако | Премьер-министр                                                 | Эмиль Робло Пьер Бланши (и. о.) Пьер де Витас                                                                            | 1937 год—1944 год (1944 год, 1949 год, 1962 год—1963 год) 1944 год—1948 год                                                 |      |
| Флаг Польши                                         | Польская Республика | Польская Республика | Председатель Крайова Рады Народовой                             | Болеслав Берут | 1944 год—1947 год |      |
| Флаг Польши                                         | Польская Республика | Польская Республика | Председатель временного правительства                           | Эдвард Осубка-Моравский                                                                                                  | 1944 год—1947 год |      |
|                                                     | Португалия | Португалия | Президент                                                       | Ошкар Кармона | 1926 год—1951 год |      |
| Премьер-министр                                     | Португалия | Португалия | Антониу ди Салазар                                              | 1932 год—1968 год | |      |
|                                                     | Румыния | Румыния | Король                                                          | Михай I | 1927 год—1930 год, 1940 год—1947 год                                                                                        |      |
| Кондукэтор                                          | Румыния | Румыния | Ион Антонеску                                                   | 1940 год—1944 год | |      |
| Премьер-министр                                     | Румыния | Румыния | Ион Антонеску Константин Сэнэтеску Николае Рэдеску              | 1940 год—1944 год 1944 год 1944 год—1945 год                                                                             | |      |
| Флаг Сан-Марино                                     | Сан-Марино | Сан-Марино | Капитаны-регенты                                                | Марино Делла Бальда и Санте Лонфернини Франческо Бальсимелли и Санцио Валентини Теодоро Лонфернини и Леонида Суцци Валли | 1943 год—1944 год 1944 год 1944 год—1945 год                                                                                |      |
|                                                     | Союз Советских Социалистических Республик | Союз Советских Социалистических Республик | Генеральный секретарь ЦК ВКП(б)                                 | Иосиф Сталин | 1925 год—1952 год |      |
| Председатель Президиума Верховного Совета СССР      | Союз Советских Социалистических Республик | Союз Советских Социалистических Республик | Михаил Калинин                                                  | 1938 год—1946 год | |      |
| Председатель Совета народных комиссаров             | Союз Советских Социалистических Республик | Союз Советских Социалистических Республик | Иосиф Сталин                                                    | 1941 год—1946 год | |      |
|                                                     | Словацкая республика | Словацкая республика | Президент                                                       | Йозеф Тисо | 1939 год—1945 год |      |
| Премьер-министр                                     | Словацкая республика | Словацкая республика | Войтех Тука Штефан Тисо                                         | 1939 год—1944 год 1944 год—1945 год                                                                                      | |      |
|                                                     | Финляндия | Финляндия | Президент                                                       | Ристо Рюти Карл Густав Маннергейм                                                                                        | 1940 год—1944 год 1944 год—1946 год                                                                                         |      |
| Премьер-министр                                     | Финляндия | Финляндия | Эдвин Линкомиес Антти Хакцелль Урхо Кастрен Юхо Кусти Паасикиви | 1943 год—1944 год 1944 год (1918 год, 1944 год—1946 год)                                                                 | |      |
|                                                     | Французское государство (Режим Виши) После освобождения Парижа в конце августа 1944 года правительство было эвакуировано и существовало в изгнании формально до конца апреля 1945 года        | Французское государство (Режим Виши) После освобождения Парижа в конце августа 1944 года правительство было эвакуировано и существовало в изгнании формально до конца апреля 1945 года        | Глава Французского государства                                  | Филипп Петен | 1940 год—1944 год |      |
| Премьер-министр                                     | Французское государство (Режим Виши) После освобождения Парижа в конце августа 1944 года правительство было эвакуировано и существовало в изгнании формально до конца апреля 1945 года        | Французское государство (Режим Виши) После освобождения Парижа в конце августа 1944 года правительство было эвакуировано и существовало в изгнании формально до конца апреля 1945 года        | Пьер Лаваль                                                     | 1942 год—1944 год | |      |
|                                                     | Франция После освобождения Парижа в конце августа 1944 года создано Временное правительство Французской республики из числа руководителей движенияСражающаяся Франция                         | Франция После освобождения Парижа в конце августа 1944 года создано Временное правительство Французской республики из числа руководителей движенияСражающаяся Франция                         | Председатель Временного правительства                           | Шарль де Голль | 1944 год—1946 год |      |
|                                                     | Хорватия Марионеточное государство Германии (1943—1945) | Хорватия Марионеточное государство Германии (1943—1945) | Поглавник                                                       | Анте Павелич | 1941 год—1945 год |      |
| Премьер-министр                                     | Хорватия Марионеточное государство Германии (1943—1945) | Хорватия Марионеточное государство Германии (1943—1945) | Никола Мандич                                                   | 1943 год—1945 год | |      |
|                                                     | Черногория Марионеточное государство Германского рейха. Прекратило существование после ухода немецких войск в декабре 1944 года                                                               | Черногория Марионеточное государство Германского рейха. Прекратило существование после ухода немецких войск в декабре 1944 года                                                               | Премьер-министр                                                 | Любомир Вуксанович | 1943 год—1944 год |      |
| Флаг Швейцарии                                      | Швейцария | Швейцария | Президент                                                       | Вальтер Штампфли | 1944 год |      |
|                                                     | Швеция | Швеция | Король                                                          | Густав V | 1907 год—1950 год |      |
| Премьер-министр                                     | Швеция | Швеция | Пер Альбин Ханссон                                              | 1932 год—1936 год, 1936 год—1946 год                                                                                     | |      |
|                                                     | Югославия После освобождения территории Сербии, Черногории, Македонии в конце 1944 года образована Демократическая Федеративная Югославия                                                     | Югославия После освобождения территории Сербии, Черногории, Македонии в конце 1944 года образована Демократическая Федеративная Югославия                                                     | Председатель Президиума Временной Народной скупщины Югославии   | Иван Рибар | 1944 год—1945 год |      |

## Океания
| Флаг                | Страна                             | Должность             | Имя               | Начало и конец срока | Фото |
| ------------------- | ---------------------------------- | --------------------- | ----------------- | -------------------- | ---- |
|                     | Австралия                          | Король                | Георг VI          | 1936 год—1952 год    |      |
| Генерал-губернатор  | Австралия                          | Александр Хоур-Ратвен | 1936 год—1945 год |                      |      |
| Премьер-министр     | Австралия                          | Джон Джозеф Кэтрин    | 1941 год—1945 год |                      |      |
| Флаг Новой Зеландии | Новая Зеландия                     | Король                | Георг VI          | 1936 год—1952 год    |      |
| Флаг Новой Зеландии | Новая Зеландия                     | Генерал-губернатор    | Сирил Ньюолл      | 1941 год—1946 год    |      |
| Флаг Новой Зеландии | Новая Зеландия                     | Премьер-министр       | Питер Фрейзер     | 1940 год—1949 год    |      |
| Флаг Тонги          | Тонга (протекторат Великобритании) | Королева              | Салоте Тупоу III  | 1918 год—1965 год    |      |
| Флаг Тонги          | Тонга (протекторат Великобритании) | Премьер               | Соломон Ула Ата   | 1941 год—1949 год    |      |

## Северная и Центральная Америка
| Флаг                          | Страна                    | Должность                                          | Имя                                                                           | Начало и конец срока                                                                   | Фото |
| ----------------------------- | ------------------------- | -------------------------------------------------- | ----------------------------------------------------------------------------- | -------------------------------------------------------------------------------------- | ---- |
|                               | Гаити                     | Президент                                          | Эли Леско                                                                     | 1941 год—1946 год                                                                      |      |
| Флаг Гватемалы                | Гватемала                 | Президент                                          | Хорхе Убико Федерико Понсе Вайдес Революционная хунта                         | 1931 год—1944 год 1944 год 1944 год—1945 год                                           |      |
| Флаг Гондураса                | Гондурас                  | Президент                                          | Тибурсио Кариас Андино                                                        | 1924 год, 1933 год—1949 год                                                            |      |
| Флаг Доминиканской Республики | Доминиканская Республика  | Президент                                          | Рафаэль Трухильо                                                              | 1930 год—1938 год, 1942 год—1952 год                                                   |      |
|                               | Канада                    | Король                                             | Георг VI                                                                      | 1936 год—1952 год                                                                      |      |
| Генерал-губернатор            | Канада                    | Александр Кембридж                                 | 1940 год—1946 год                                                             |                                                                                        |      |
| Премьер-министр               | Канада                    | Уильям Макензи Кинг                                | 1921 год—1926 год, 1926 год—1930 год, 1935 год—1948 год                       |                                                                                        |      |
|                               | Коста-Рика                | Президент                                          | Рафаэль Анхель Кальдерон Гуардия Теодоро Пикадо Михальски                     | 1940 год—1944 год 1944 год—1948 год                                                    |      |
|                               | Куба                      | Президент                                          | Фульхенсио Батиста Рамон Грау Сан-Мартин                                      | (1940 год—1944 год, 1952 год—1959 год) (1933 год—1934 год, 1944 год—1948 год)          |      |
| Премьер-министр               | Куба                      | Рамон Сайдин Ансельмо Альегро Феликс Лансис Санчес | 1942 год—1944 год 1944 год (1944 год—1945 год, 1950 год—1951 год)             |                                                                                        |      |
|                               | Мексика                   | Президент                                          | Мануэль Авила Камачо                                                          | 1940 год—1946 год                                                                      |      |
|                               | Никарагуа                 | Президент                                          | Анастасио Сомоса Гарсиа                                                       | 1937 год—1947 год, 1950 год—1956 год                                                   |      |
|                               | Панама                    | Президент                                          | Рикардо Адольфо де ла Гуардиа Аранго                                          | 1941 год—1945 год                                                                      |      |
| Флаг Сальвадора               | Сальвадор                 | Президент                                          | Максимилиано Эрнандес Мартинес Андрес Игнасио Менендес Осмин Агирре-и-Салинас | (1931 год—1934 год, 1935 год—1944 год) (1934 год—1935 год, 1944 год) 1944 год—1945 год |      |
|                               | Соединённые Штаты Америки | Президент                                          | Франклин Рузвельт                                                             | 1933 год—1945 год                                                                      |      |

## Южная Америка
| Флаг                          | Страна    | Должность                                     | Имя                                                       | Начало и конец срока | Фото |
| ----------------------------- | --------- | --------------------------------------------- | --------------------------------------------------------- | --- | ---- |
| Флаг Аргентины                | Аргентина | Президент                                     | Педро Пабло Рамирес Эдельмиро Хулиан Фаррель              | 1943 год—1944 год 1944 год—1946 год                                                                                         |      |
| Флаг Боливии                  | Боливия   | Президент                                     | Гуальберто Вильярроэль                                    | 1943 год—1946 год |      |
|                               | Бразилия  | Президент                                     | Жетулиу Варгас                                            | 1930 год—1945 год, 1950 год—1954 год                                                                                        |      |
|                               | Венесуэла | Президент                                     | Исайас Медина Ангарита                                    | 1941 год—1945 год |      |
| Флаг Колумбии                 | Колумбия  | Президент                                     | Альфонсо Лопес Пумарехо                                   | 1934 год—1938 год, 1942 год—1945 год                                                                                        |      |
|                               | Парагвай  | Президент                                     | Ихинио Мориниго Мартинес                                  | 1940 год—1948 год |      |
|                               | Перу      | Президент                                     | Мануэль Прадо-и-Угартече                                  | 1939 год—1945 год, 1956 год—1962 год                                                                                        |      |
| Председатель Совета министров | Перу      | Альфредо Солф-и-Миро Хулио Луис Эаст Тревиньо | 1939 год—1944 год 1944 год—1945 год                       | |      |
| Флаг Уругвая                  | Уругвай   | Президент                                     | Хуан Хосе де Амесага                                      | 1943 год—1947 год |      |
| Флаг Чили                     | Чили      | Президент                                     | Хуан Антонио Риос                                         | 1942 год—1946 год |      |
| Флаг Эквадора                 | Эквадор   | Президент                                     | Карлос Альберто Арройо дель Рио Хосе Мария Веласко Ибарра | 1939 год, 1940 год—1944 год (1934 год—1935 год, 1944 год—1947 год, 1952 год—1956 год, 1960 год—1961 год, 1968 год—1972 год) |      |

## Комментарии
1. ↑  Правительство ушло в отставку 16 марта 1944 года.
2. ↑  Ушёл в отставку после вотума недоверия в парламенте.
3. ↑  В дальнейшем был первым секретарём Тувинского обкома КПСС.
4. ↑  Военный, генерал. Подал в отставку 18 июля 1944 года после поражения на острове Сайпан. После войны осуждён как военный преступник и повешен в 1948 году.
5. ↑  Военный, генерал. Генерал-губернатор Кореи.
6. ↑  Отправлен в отставку 8 октября 1944 года.
7. ↑  Избран 1-м Антифашистским национально-освободительным конгрессом в Пермети 24 мая 1944 года. АКНОА преобразован в правительство на 2-м Антифашистском конгрессе в Берате.
8. ↑  Осенью 1944 года вывезен с семьей в Австрию. После освобождения в мае 1945 года правительство запретило Леопольду как коллаборационисту возвращаться на родину (хотя формально он не был низложен). С 1944 года было установлено регентство брата Леопольда, принца Шарля.
9. ↑  До 8 сентября 1944 года в эмиграции в Лондоне.
10. ↑  Несовершеннолетний.
11. ↑  Осуждён и расстрелян в 1945 году.
12. ↑  Осуждён и расстрелян в 1945 году.
13. ↑  Свергнут, в 1945 году приговорён к пожизненному заключению.
14. ↑  До 1958 года государственный секретарь не назначался.
15. ↑  Скончался 22 августа 1944 года.
16. ↑  Военный, адмирал. 1 октября 1944 года начал переговоры с союзниками о перемирии. Отстранён от власти в ходе проведённой 16 октября 1944 года германскими войсками операции «Панцерфауст». Отрёкся от власти, вывезен в Германию, после окончания войны эмигрировал в Португалию.
17. ↑  Отправлен в отставку регентом Хорти и Коронным советом после вступления 18 марта 1944 года германской армии на территорию Венгрии.
18. ↑  Посол в Германии, назначен регентом Хорти как глава кабинета, которому доверяла бы в Берлине. Формирование правительства завершено 22 марта. Смещён Хорти и Гёзой Лакатошем 29 августа. Судим и расстрелян в 1946 году.
19. ↑  Военный, генерал, бывший командующий 1-й армией. После свержения Хорти посажен немцами под домашний арест. После войны к суду не привлекался. В 1956 году эмигрировал из социалистической Венгрии в Австралию.
20. ↑  Глава прогерманской партии «Скрещённые стрелы». 3 ноября 1944 года назначен Национальным лидером решением парламента.
21. ↑  Военный, генерал, командующий 1-й армией. 16 октября 1944 года вместе со штабом перешёл на сторону Красной армии. Назначен главой правительства Политическим советом Временного национального собрания в Дебрецене.
22. ↑  В эмиграции с мая 1941 года по 26 сентября 1946 года.
23. ↑  До 18 октября 1944 года в эмиграции в Каире.
24. ↑  Военный, маршал. Подал в отставку 17 апреля, 22 апреля сформировал коалиционный кабинет на партийной основе. Подал в отставку 7 июня, после вступления союзников в Рим. 8 июня 1944 года отказался от формирования кабинета.
25. ↑  11 декабря 1944 года сформировал новое правительство.
26. ↑  В 1940—1944 годах в изгнании.
27. ↑  Военный, маршал. Арестован на аудиенции у короля 23 августа, передан румынским коммунистам и казнён в 1946 году.
28. ↑  Военный, генерал. Адъютант короля. 4 ноября, после начавшегося 16 октября правительственного кризиса, сформировал новый кабинет. Ушёл в отставку 2 декабря 1944 года.
29. ↑  Военный, генерал. Формирование правительства поручено королём 2 декабря 1944 года.
30. ↑  Ушёл в отставку 1 августа для обеспечения разрыва соглашений с Германией и облегчения начала процесса переговоров с союзниками о перемирии. После войны судим и приговорён к 10 годам тюрьмы. Помилован в 1949 году.
31. ↑  Военный, маршал, главнокомандующий армией. Назначен специальным актом парламента.
32. ↑  Ушёл в отставку 4 августа после отставки президента Ристо Рюти. После войны судим и приговорён к пяти с половиной годам тюрьмы.
33. ↑  Заключил перемирие с союзниками. Ушёл в отставку после инсульта.
34. ↑  Председатель Верховного административного суда. Ушёл в отставку после распада парламентской коалиции.
35. ↑  Военный, маршал. Вывезен в Германию. После войны судим и приговорён к пожизненному заключению.
36. ↑  Вывезен в Германию. После войны судим и расстрелян в 1945 году. С 25 августа 1944 по 25 апреля 1945 года в Германии существовало французское правительство во главе с Фернаном де Бриноном
37. ↑  Военный, генерал. Подал в отставку, эмигрировал в США после народных выступлений.
38. ↑  Военный, генерал, до 4 июля глава временной хунты. Свергнут.
39. ↑  Окончился четырёхлетний срок президентских полномочий.
40. ↑  Избран президентом на четырёхлетний срок до 8 мая 1948 года.
41. ↑  Подал в отставку под давлением США после восстания 2 апреля 1944 года и всеобщей забастовки. Эмигрировал в Гватемалу.
42. ↑  Военный, генерал, министр обороны Назначен М.Эрнандесом Мартинесом. Свергнут в ходе переворота.
43. ↑  Военный, полковник, генеральный директор Главного полицейского управления. Руководитель переворота 21 октября 1944 года.
44. ↑  Военный, генерал. Фактически отстранён от власти армейским руководством 24 февраля 1944 года.
45. ↑  Военный, генерал, вице-президент с 15 октября 1943 года. С 24 февраля 1944 года выполнял функции президента за Педро Пабло Рамиреса. Принёс присягу 14 марта 1944 года.
46. ↑  Свергнут в ходе восстания.